# 斯蒂爾沃特鎮區 (新澤西州)
斯蒂爾沃特鎮區（英語：Stillwater Township）是位於美國新澤西州蘇塞克斯縣的一個鎮區。

## 地方資料
斯蒂爾沃特鎮區的面積為73.17平方千米，當中陸地面積為69.73平方千米，而水域面積為3.43平方千米。根據2020年美國人口普查的數據，當地共有人口4004人，而人口密度為每平方千米54.72人。